# Teutoburger Platz
Der Teutoburger Platz ist eine rechteckige Grünanlage im Berliner Ortsteil Prenzlauer Berg. Der rund 8250 m² große Stadtplatz wird durch die Zionskirchstraße, Christinenstraße, Fehrbelliner Straße und Templiner Straße begrenzt. Er entstand zu Beginn der 1860er Jahre im Zusammenhang mit der Wohnbebauung.

## Geschichte

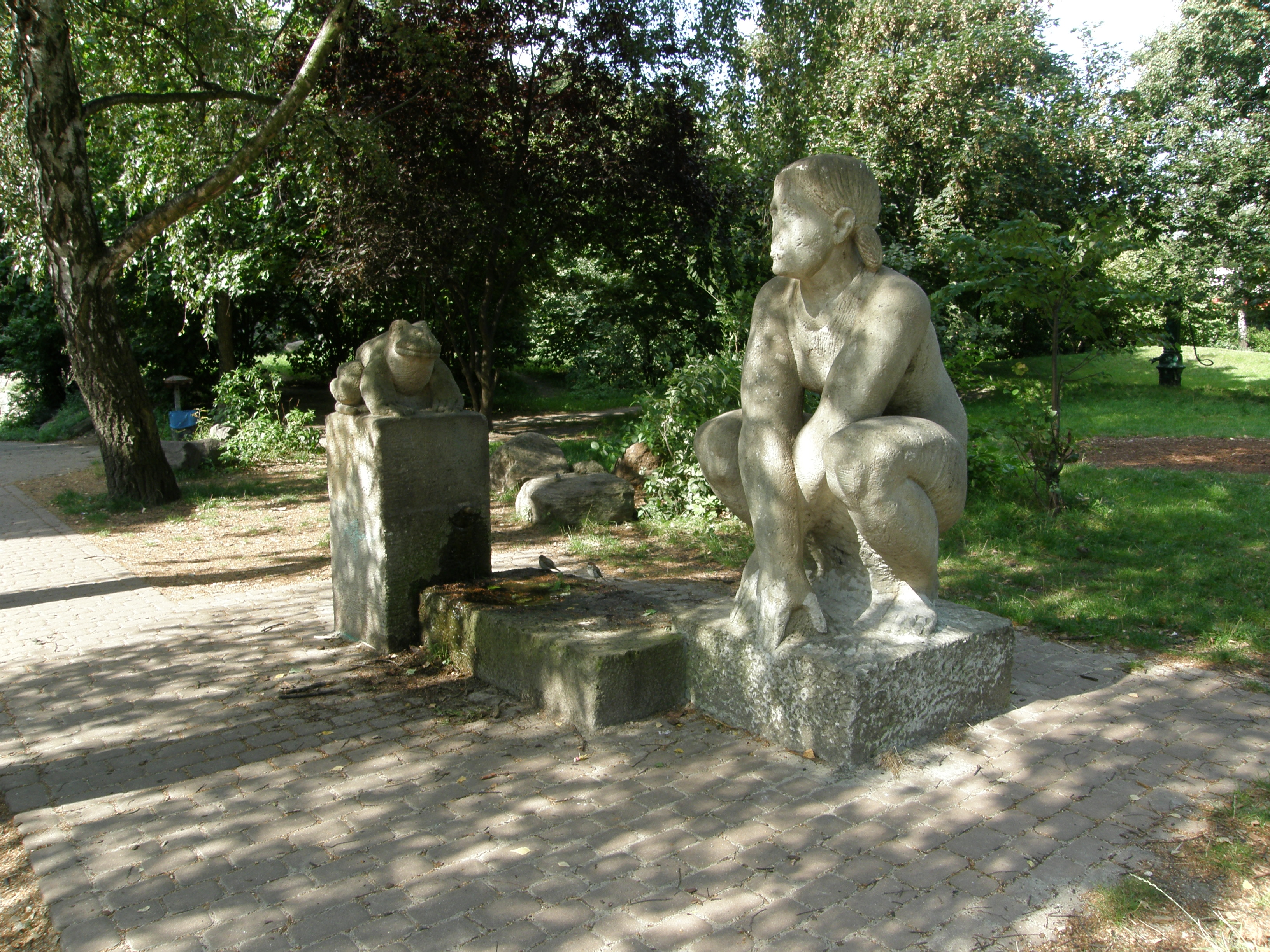
Tröpfelbrunnen

Das Viertel um den Teutoburger Platz wurde zwischen 1860 und 1875 geplant und bebaut. Zu dieser Zeit war es eines der am dichtesten besiedelten Wohngebiete Alt-Berlins (durchschnittlich zwölf Einwohner pro 100 m²). Der Platz war anfangs ein namenloser Markt und erhielt 1875 seinen Namen nach dem Teutoburger Wald, in dem im Jahr 9 n. Chr. die Varusschlacht stattgefunden haben soll. Im Volksmund wird der Teutoburger Platz kurz „Teute“ genannt.
Um 1880 wurde der Platz mit Bäumen bepflanzt. Bis in das 21. Jahrhundert standen dort vor allem Robinien, Birken und Ebereschen. Die Bebauung des nördlichen Bereiches um den Platz herum erfolgte größtenteils um 1900. Im Jahr 1910 erhielt die Grünanlage einen Spielplatz und eine Bedürfnisanstalt, die vor allem für die im Blockinneren errichteten Schulen wichtig war.

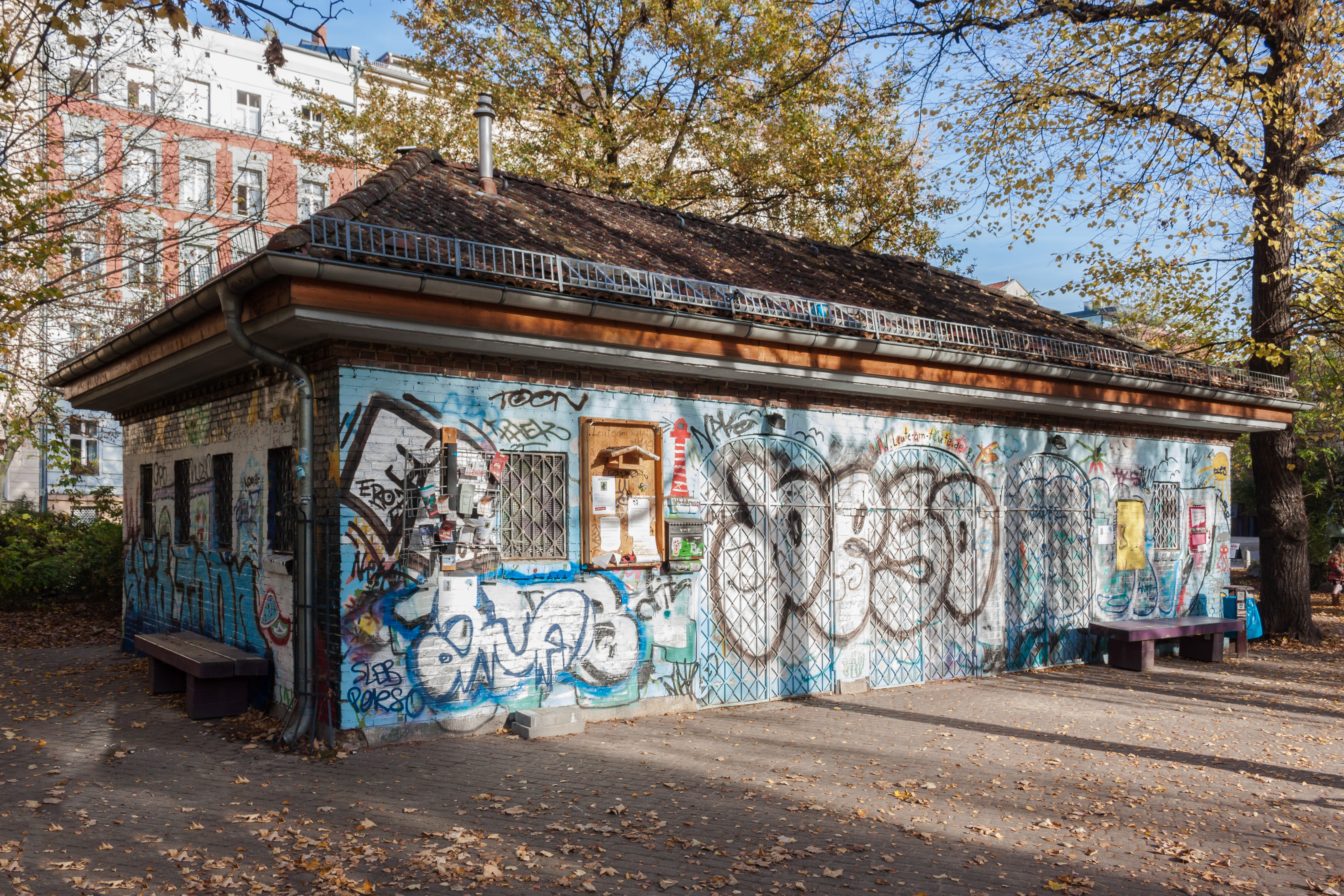
Platzhaus

In den späten 1920er Jahren erfolgte eine Umgestaltung des Platzes nach Plänen des Gartenarchitekten Erwin Barth. Für den Teutoburger Platz zeichnete Barth den Gartenplan und den Plan für zwei Schutzhäuser, die inzwischen Platzhäuser genannt werden. Eines dieser Gebäude besaß eine stark gegliederte Fassade, die sich zum Platz hin durch drei rundbogenförmige Eingänge öffnete. Dahinter verbarg sich ein Aufenthaltsraum mit Sitzgelegenheiten. Das Walmdach des Hauses wies als besonderes Gestaltungsmerkmal eine Laterne auf, die zusätzlich Tageslicht in das Innere des Gebäudes brachte. Nach dem Ende des Zweiten Weltkriegs, 1945 wurde dieses Platzhaus mit einem Not-Flachdach versehen und diente als Transformatorenhaus. Das zweite Platzhaus am südlichen Rand der Fläche, blieb im Wesentlichen erhalten.
Die vorherige Blumen- und Rasenanlage wurde nach dem Krieg nicht mehr gepflegt, mindestens ein Wohnhaus am Platz war durch Kriegseinwirkung zerstört. Noch in den 1950er Jahren erfuhr die Grünanlage eine erneute Umgestaltung, mit einem erneuerten Spielplatz und Sitzbänken. Die Pläne hatte der Landschaftsarchitekt Johann Greiner erarbeitet. Rund zwanzig Jahre später ließ die Bezirksverwaltung den Platz nach Entwurf von H. Löffler als überwiegende Freizeitsportanlage rekonstruieren.
In der Mitte des Platzes steht seit 1989 die dreiteilige plastische Sandsteingruppe Froschkönig, ausgebildet als Schmuckbrunnen des Bildhauers Stephan Horota. Der Tröpfelbrunnen besteht aus einem Sockel mit Wasseraustritt, auf dem ein Frosch sitzt. Versetzt davon befindet sich ein Wasserauffangbecken und wiederum versetzt ein Sockel mit hockendem Mädchen.
Nach dem Mauerfall und den politischen und organisatorischen Veränderungen kümmerte sich die neue Bezirksverwaltung um die Instandhaltung des Platzes und den darauf befindlichen Einrichtungen. 1997 wurde das Walmdach des Platzhauses in vereinfachter Form wieder aufgebaut. So ist es zu einem Treff für Anwohner geworden, dient zum Spielen, für kleine Kunstausstellungen oder Flohmärkte und kann gegen Entgelt vom Trägerverein Leute am Teute für private Veranstaltungen gemietet werden.
Am Teutoburger Platz lebte lange die Bürgerrechtlerin Bärbel Bohley. Nach zwölf Jahren in Bosnien kehrte sie 2008 in ihre alte Wohnung zurück.
Mitte der 2010er Jahre nahm der Spielplatz mit rund 2000 m² etwa ein Viertel der Gesamtfläche des Platzes ein. Ende des Jahres 2016 wurde der Spielplatz grundlegend saniert. Hierbei wurde versucht, den ursprünglichen Charakter mit den nach der politischen Wende aus Brandenburg durch Eigeninitiative herbeigeschafften Findlingen zu erhalten. Der Rest besteht zum größten Teil aus einer Rasenfläche, die besonders im Sommer gern von Anwohnern als Liegewiese genutzt wird, und einem Baumstreifen rundherum. Am Rand dieser Grünfläche befindet sich eine historische gusseiserne Handpumpe (→ Liste der Straßenbrunnen in Berlin).

## Anlieger
Östlich des Platzes befindet sich das Gelände der ehemaligen Brauerei Pfefferberg. Die Gebäude des Industriedenkmals werden vorwiegend von Künstlern und Galerien genutzt. Außerdem gibt es hier die Grundschule am Teutoburger Platz. In der Fehrbelliner Straße 92 steht das Nachbarschaftshaus, das zu Beginn des 20. Jahrhunderts als jüdischer Kindergarten errichtet worden war. Hier befindet sich unter anderem ein Leihladen in dem Gebäude.
Südwestlich, genauer gesagt auf einem 4500 m² großen Eckgrundstück Fehrbelliner und Templiner Straße, stand eine zu DDR-Zeiten auf einer Kriegsbrache errichtete Kaufhalle. Diese diente nach der politischen Wende als Verkaufseinrichtung für Kaiser’s Tengelmann. Am 31. Dezember 2015 musste der Supermarkt geschlossen werden, die TLG hatte die Immobilie bereits im Jahr 2013 an den Investor Lone Star aus den USA für etwa 17 Millionen Euro verkauft. Die Halle wurde 2016 abgerissen und durch einen Wohnhauskomplex mit Eigentumswohnungen ersetzt, im Erdgeschoss wurde wieder ein Supermarkt eingerichtet.